# Prosper von Sinzendorf
Fürst Prosper von Sinzendorf (* 23. Februar 1751; † 13. August 1822) war seit 1803 Fürst und seit 1808 Träger des Ordens vom Goldenen Vließ (Nr. 866). Er war der Letzte der männlichen Linie von Sinzendorf.

## Herkunft
Er entstammt der Ernstbrunn’schen Linie der Familie Sinzendorf. Seine Eltern waren Graf Wenzel Johann Eustach von Sinzendorf (* 19. Februar 1724; † 25. Mai 1773) und dessen Ehefrau Gräfin Maria Anna von Harrach (* 28. Februar 1725).

## Leben
Er beerbte 1773 seinen Vater sowie den Letzten der mittleren Linie, Graf Johann Philipp Norbert († 10. Januar 1779), und seinen Vetter Graf Octavian († 8. Mai 1799), Letzten der jüngsten Linie, in den von ihnen besessenen Fideicommissherrschaften.
Im Dezember 1803 wurde Graf Prosper in den Reichsfürstenstand erhoben und war so der erste, zugleich aber auch letzte Fürst des Hauses Sinzendorf, da er unverheiratet blieb.
Mit dem Erlöschen der beiden anderen Linien besaß Fürst Prosper, außer der Burggrafschaft Winterrieden, sämtliche Fideicommisse des Hauses, unter welchen sich auch einige ansehnliche Geldfideicommisse (eines von 167.000 fl., eines von 120.000 fl.) befanden. An Herrschaften gehörten ihm: die Majoratsherrschaften Clement, Michelstetten, Hagenberg, Unterstinkenbrunn und Gföhl in Österreich sowie Plan und Gottschau in Böhmen. Zu den Allodien gehörten: die Herrschaften Steinabrunn, Streitdorf, Enzersdorf im langen Thale, Stronsdorf, Stronegg, Schatterle und Pernhofen in Österreich.
Über Fürst Prosper wird berichtet, dass er die Wissenschaften und den Umgang mit gelehrten und geistreichen Personen liebte und eine ansehnliche Bibliothek gesammelt hatte. Das Gut Ernstbrunn wurde in einen Feensitz umgestaltet. Er verunglückte tödlich im Jahre 1822 auf einer Reise nach Karlsbad an den Folgen eines Sturzes aus dem Wagen. Nach des Fürsten testamentarischen Verfügungen kam Winterrieden mit der Rente an den Sohn seiner Schwester Maria Anna (1758–1842), verheiratete Gräfin Thurn und Valsassina. Es folgte ein langwieriger Erbschaftsstreit, der damit endete, dass 1828 Fürst Heinrich LXIV. von Reuß-Köstritz die Herrschaft Ernstbrunn übernahm.
Mit dem Fürsten Prosper erlosch das seit dem 6. Jahrhundert bestehende Geschlecht der Sinzendorf im Mannesstamme gänzlich. Das Erbbegräbnis befand sich in eine Seiten-Kapelle der Pfarrkirche von Ernstbrunn, dort wurde auch der Fürst Prosper beigesetzt.